# Lê Duẩn

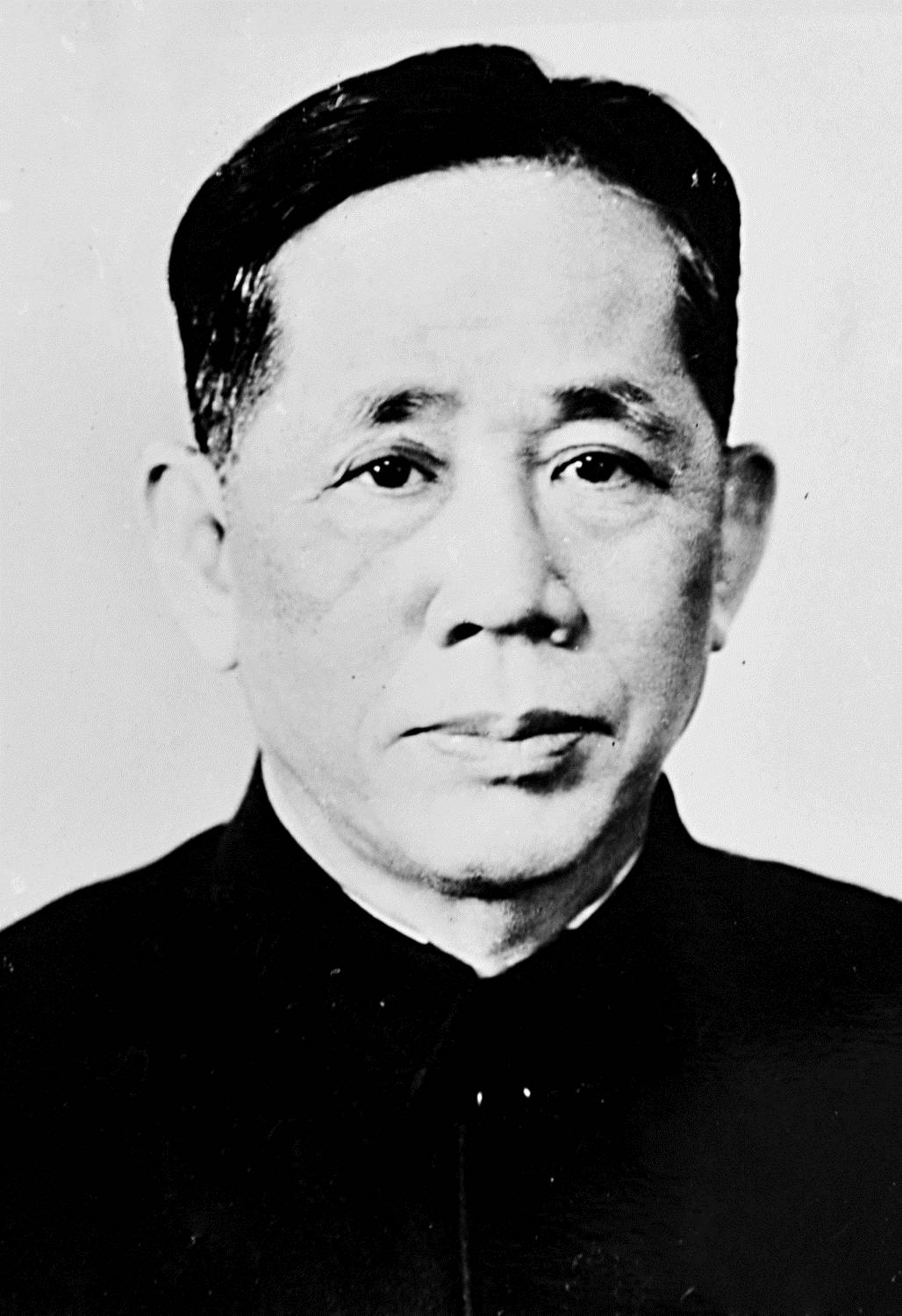
Lê Duẩn

Lê Duẩn (Aussprache [lē zʷə̂n], * 7. April 1907; † 10. Juli 1986 in Hanoi) war ein vietnamesischer Politiker und Gründungsmitglied der Kommunistischen Partei Indochinas. Er gehörte zu den Führungskadern der Kommunisten während des Indochinakriegs und Vietnamkriegs. Nach dem Tod von Hồ Chí Minh im September 1969 übernahm er als Generalsekretär der Kommunistischen Partei Vietnams die zentrale Führungsrolle im Staat, welche er bis zu seinem Tod innehatte.

## Leben
Lê Duẩn stammte aus bescheidenen Verhältnissen aus einer Familie in Zentralvietnam. Er wandte sich in seiner Zeit als Eisenbahnarbeiter in den 1920er Jahren dem Kommunismus zu. 1930 wurde er Gründungsmitglied der Việt Minh. Er wurde zweimal von den Franzosen gefangen genommen und trat der Việt Minh bei. Lê war ab 1945 unter Hồ Chí Minh ein einflussreiches Mitglied des Zentralkomitees der Kommunistischen Partei Indochinas während der Augustrevolution. Ab 1946 war er einer der führenden Viet-Minh-Kader in Cochinchina. Lê Duẩn wurde 1951 durch Hồ Chí Minh formell mit der Leitung der Untergrundorganisation in Cochinchina betraut. Nach dem Friedensabkommen auf der Indochinakonferenz 1954 verblieb er dort im Untergrund.
Er wurde 1960 erster Sekretär der Partei und damit offiziell die wichtigste Persönlichkeit in der Partei nach Hồ Chí Minh. Vor dem Hintergrund des während des Vietnamkrieges wachsenden Engagements US-amerikanischer Truppen in der zweiten Hälfte der 1960er Jahre radikalisierte Lê Duẩn seine Vorstellungen über das militärische Vorgehen gegen das Regime in Südvietnam und deren amerikanische Unterstützer. Er setzte sich vehement für die Durchführung der Tet-Offensive und ihrer Nachfolge-Feldzüge ein, die allesamt zu schweren Verlusten der Nationalen Front für die Befreiung Südvietnams (Vietcong) und der nordvietnamesischen Streitkräfte führten. Zuvor hatte er Funktionäre, die gegen derart radikale Schritte votierten, kaltgestellt. Nach dem Tod von Hồ Chí Minh übernahm Lê die Führung von Nordvietnam. Als Südvietnam 1976 mit Nordvietnam vereinigt und die Partei umstrukturiert wurde, wurde Lê Generalsekretär der Partei. Er billigte die vietnamesische Invasion Kambodschas, um das von China unterstützte Terrorregime der Roten Khmer zu stürzen. Das belastete die Beziehungen zwischen Vietnam und China stark, worauf Vietnam mit der Deportation ethnischer Chinesen reagierte und China 1979 eine verlustreiche Strafexpedition gegen Vietnam durchführte. Fortan pflegte Vietnam eine engere Allianz mit der Sowjetunion und trat dem RGW bei. Lê blieb bis zu seinem Tod im Jahr 1986 Generalsekretär. Sein Nachfolger wurde zunächst Trường Chinh. Lê Duản war auch als Lê Dung bekannt und wurde in der Öffentlichkeit auch „anh Ba“ (dritter Bruder) genannt.

## Veröffentlichungen
- Le Duan, Die vietnamesische Revolution. Grundprobleme und Hauptaufgaben. Verlag Marxistische Blätter, Frankfurt am Main 1973.
- Le Duan, Ausgewählte Reden und Schriften 1973 − 1977. Verlag Marxistische Blätter, Frankfurt am Main 1977.